# Yiridougou
Yiridougou est une commune rurale du Mali de l'arrondissement central de Garalo, dans le cercle de Garalo et la région de Bougouni, elle a pour chef-lieu la localité de Ouroumpana.

## Villages
La commune s'étend sur 16 localités relevées lors du recensement général de 2009. 
Les villages les plus peuplés sont :
- Simpia (1 127 habitants)
- Sounkala (1 098 habitants)
- Ouroumpana (1 066 habitants)